# Kopfiges Läusekraut
Das Kopfige Läusekraut (Pedicularis rostratocapitata), auch Kopf-Läusekraut oder Geschnäbeltes Läusekraut genannt, ist eine Pflanzenart aus der Gattung Läusekraut (Pedicularis) innerhalb der Familie der Sommerwurzgewächse (Orobanchaceae).

## Beschreibung

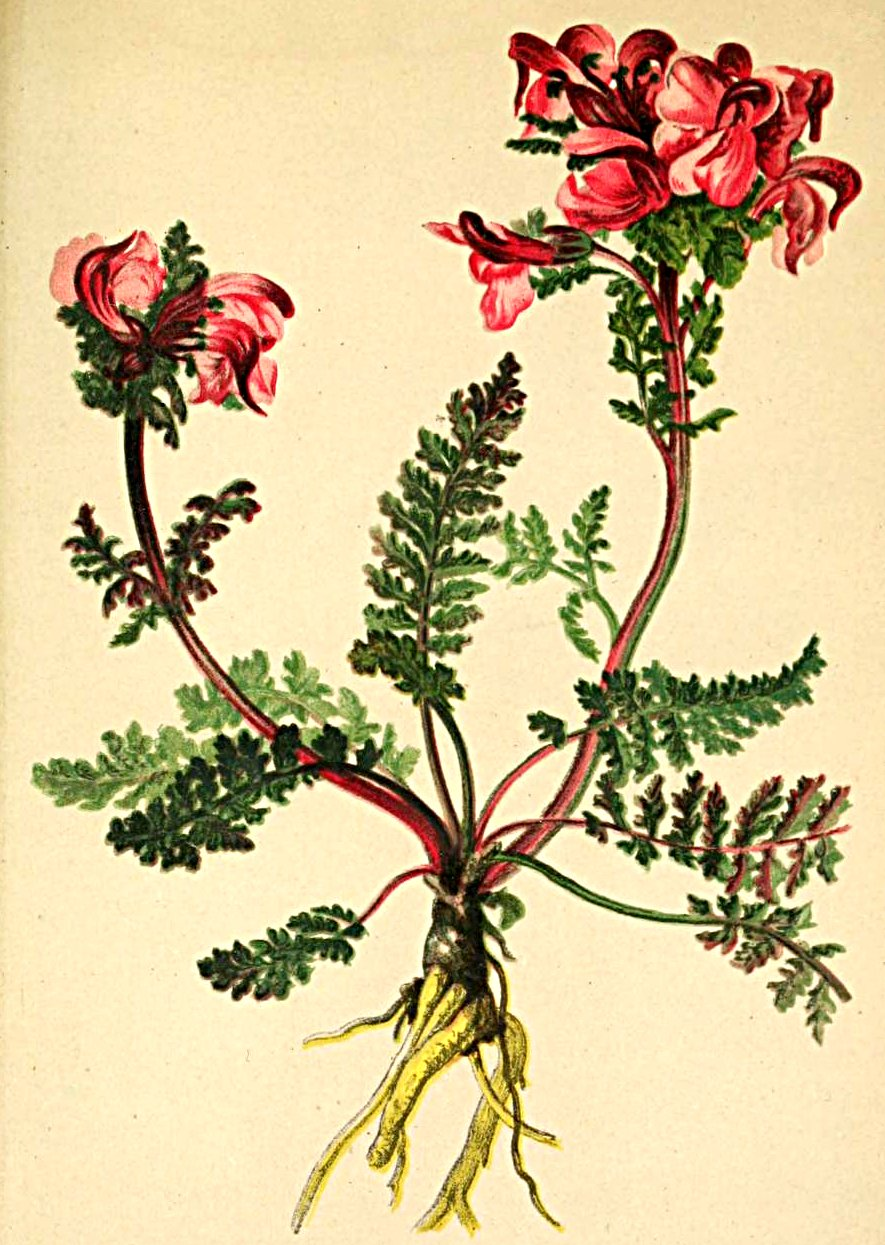
Illustration aus Atlas der Alpenflora, 1882

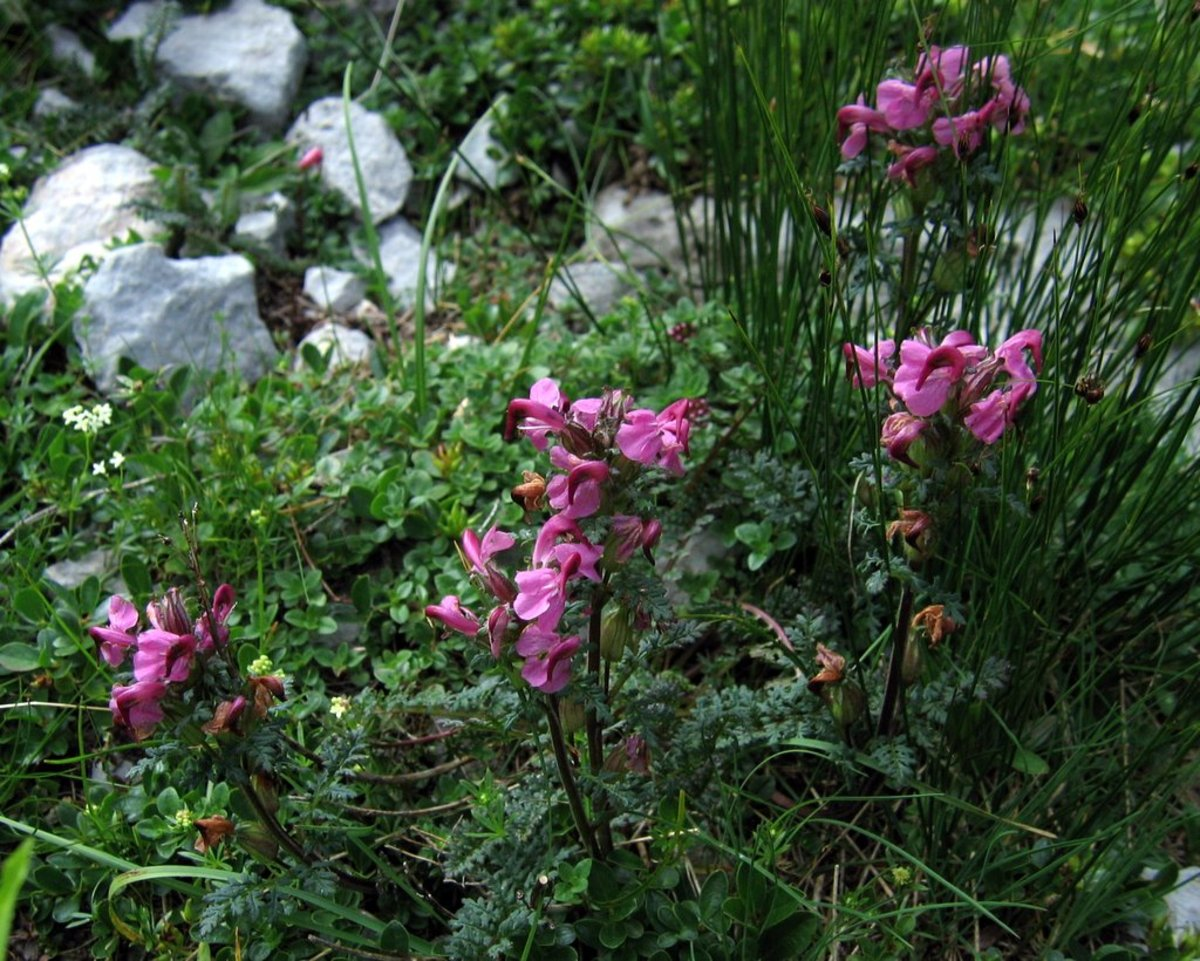
Habitus, Laubblätter und Blütenstände

### Vegetative Merkmale
Das Kopfige Läusekraut wächst als ausdauernde krautige Pflanze und erreicht Wuchshöhen von 5 bis 20 Zentimetern. Der Stängel besitzt zwei Haarzeilen (Indument). Die einfach gefiederten Laubblätter sind bei einer Länge von 3 bis 10 Zentimetern lanzettlich und besitzen gesägte Fiedern.

### Generative Merkmale
Der kopfige traubige Blütenstand ist nicht oder kaum länger als breit und enthält 3 bis 15 Blüten. Die Deckblätter überragen nicht den Blütenkelch. Die Blüten sind deutlich (kurz) gestielt.
Die Blütezeit reicht von Juni bis August. Die zwittrigen Blüten sind zygomorph mit doppelter Blütenhülle. Der Kelch ist 8 bis 9 Millimeter lang und ist meist bewimpert und auf den Längsnerven behaart, sonst kahl. Die an der Spitze zurückgeschlagenen Kelchzipfel sind etwa halb so lang wie die Kelchröhre. Die meist dunkel-purpurrote Krone ist 16 bis 25 Millimeter lang und zweilippig. Der Oberlippenschnabel ist 3 bis 5 Millimeter lang.
Die Chromosomenzahl beträgt 2n = 16.

## Ökologie
Blütenökologisch ist das Kopfige Läusekraut eine Hummelblume.

## Vorkommen
Das Verbreitungsgebiet umfasst die Ostalpen, Karpaten und den Nordbalkan. Diese kalkstete Art bevorzugt steinige Rasen in Höhenlagen zwischen 1200 und 2700 Metern. In den Allgäuer Alpen kommt sie von 800 Metern in den Tallagen bis zu einer Höhenlage von 2400 Metern vor.
Sie ist eine Charakterart des Verbandes Seslerion albicantis und kommt vor allem im Caricetum firmae und im Seslerio-Caricetum sempervirentis vor.
In Österreich ist diese Art in der alpinen Höhenstufe häufig, sie fehlt in Wien und im Burgenland.
Die ökologischen Zeigerwerte nach Landolt & al. 2010 sind in der Schweiz: Feuchtezahl F = 2 (mäßig trocken), Lichtzahl L = 4 (hell), Reaktionszahl R = 5 (basisch), Temperaturzahl T = 1+ (unter-alpin, supra-subalpin und ober-subalpin), Nährstoffzahl N = 2 (nährstoffarm), Kontinentalitätszahl K = 4 (subkontinental).

## Systematik
Die Erstveröffentlichung von Pedicularis rostratocapitata erfolgte 1769 durch Heinrich Johann Nepomuk von Crantz. Synonyme für Pedicularis rostratocapitata Crantz sind: Pedicularis rostrata L., Pedicularis jacquinii W.D.J.Koch.
Von Pedicularis rostratocapitata gibt es etwa zwei Unterarten:
- Pedicularis rostratocapitata Crantz subsp. rostratocapitata
- Pedicularis rostratocapitata subsp. glabra Kunz: Sie kommt in Italien vor.[4]